# Campeonato Mineiro 1925
In 1925 werd het elfde Campeonato Mineiro gespeeld voor voetbalclubs uit de Braziliaanse stad Belo Horizonte, hoofdstad van de staat Minas Gerais. De competitie werd georganiseerd door de Liga Mineira de Desportos Terrestres, officieel heette het kampioenschap toen nog Campeonato da Cidade de Belo Horizonte.
Een aantal clubs verlieten de competitie voortijdig en het kampioenschap werd niet voltooid. América had wel met 4-1 gewonnen van Atlético. Op 30 april 2012, 87 jaar na datum werd América alsnog tot kampioen uitgeroepen door de bond, waardoor ze dat jaar de tiende titel op rij wonnen, een evenaring van het record van ABC uit de staat Rio Grande do Norte.

## Kampioen
| Campeonato Mineiro de 1925 |
| -------------------------- |
| América (10º Titel)        |